# Nisa (Turkmenistán)
Nisa bylo starověké město, které se nacházelo nedaleko dnešního Ašchabadu v Turkmenistánu. Někdy bývá považováno za jedno z prvních hlavních měst Parthské říše. Tradice připisuje založení města zakladateli arsakovské dynastie Arsakésovi prvnímu. Dnes se na místě, kde kdysi stálo město, nachází jen ruiny s řadou archeologických nalezišť. Pro svou unikátnost byla Nisa v roce 2007 připsána ke světovému dědictví.

## Vykopávky
Při vykopávkách v Nise byly odkryty pozůstatky budov, monumentálních hrobek a svatyní, mnoho psaných dokumentů a vydrancovaná pokladnice. Byla též objevena řada helénistických uměleckých děl, jakož i picích rohů ze slonoviny, zbytků mincí ozdobených íránskými předměty či klasickými mytologickými scénami.

## Fotogalerie

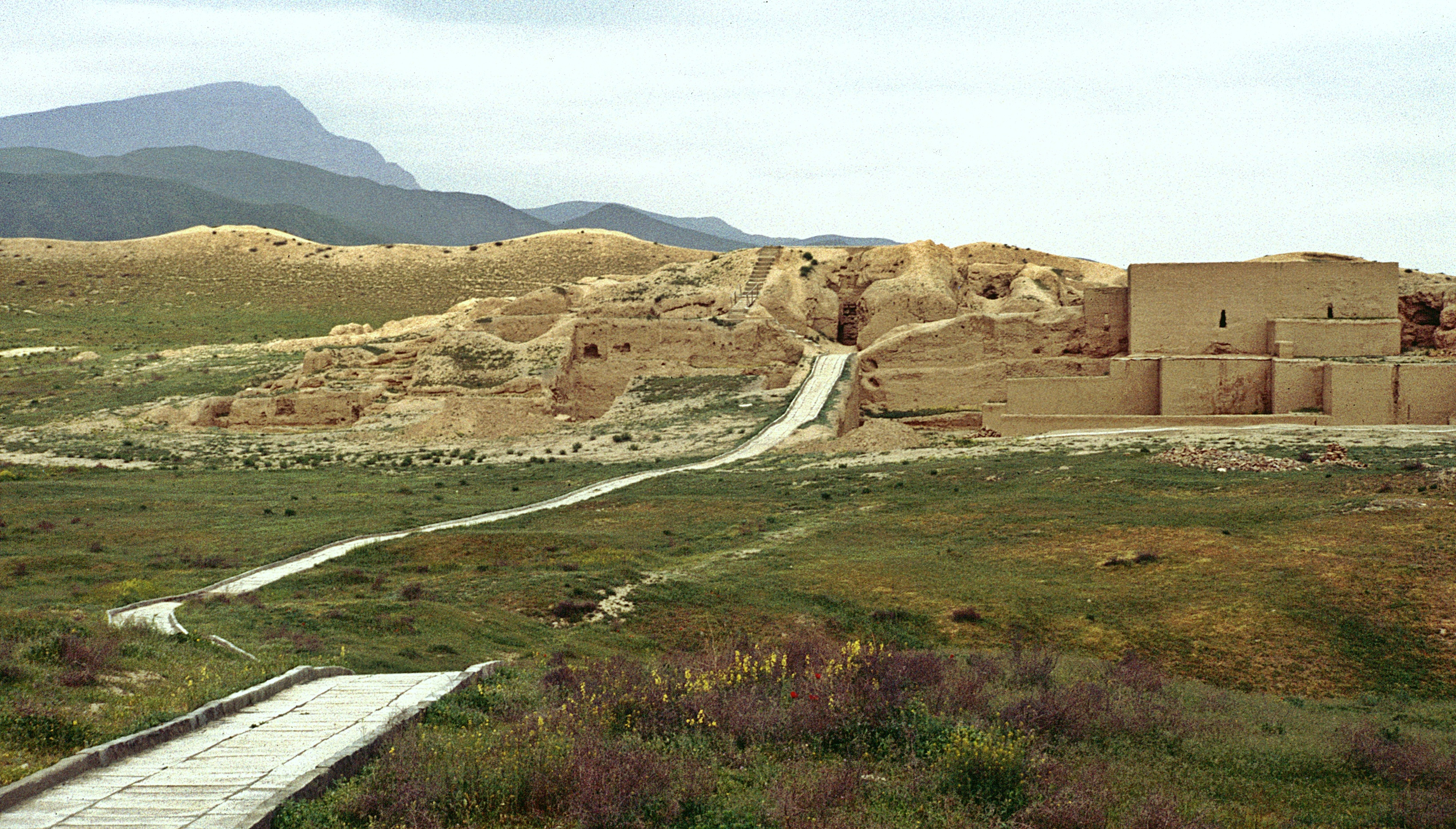
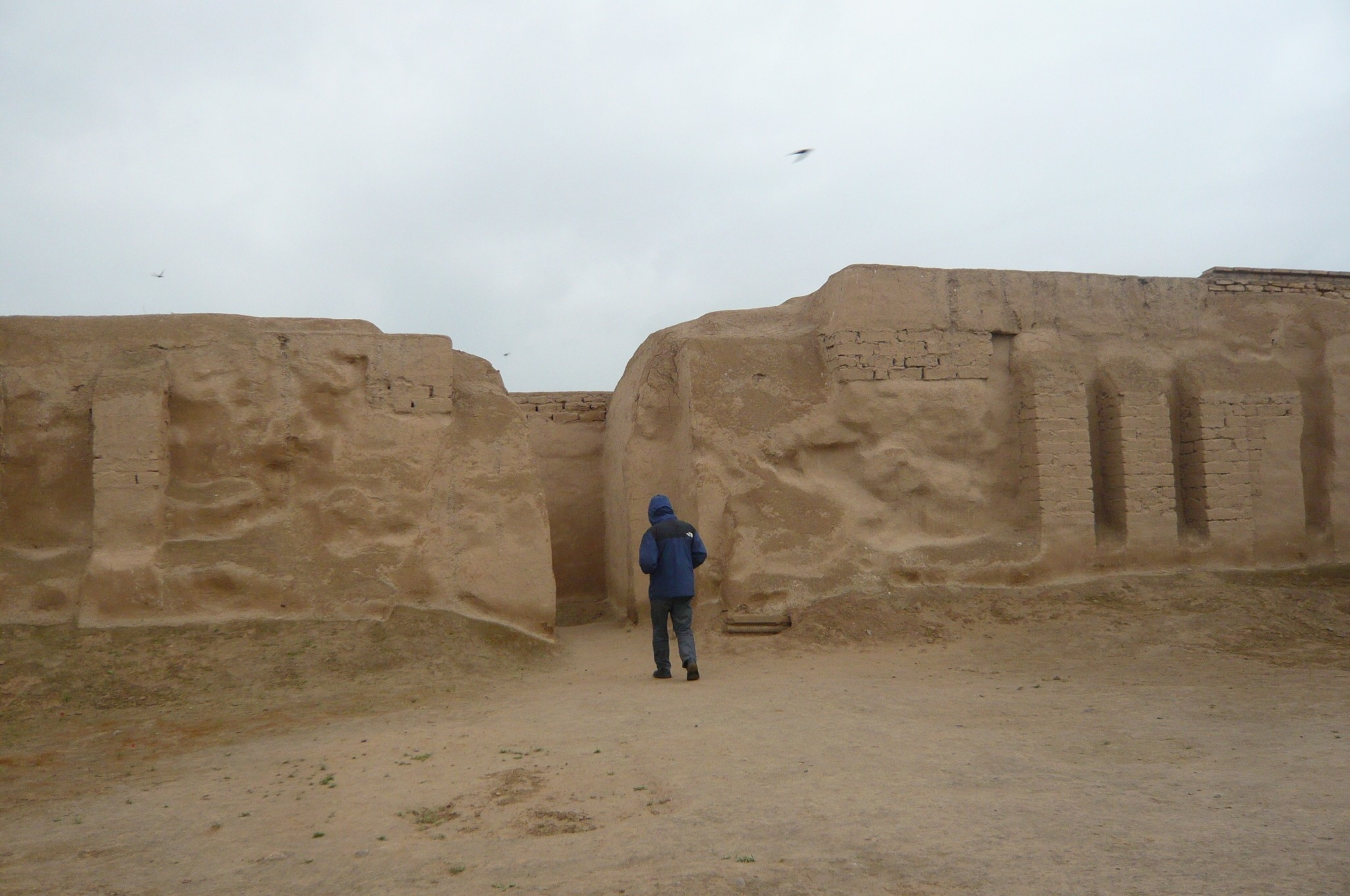
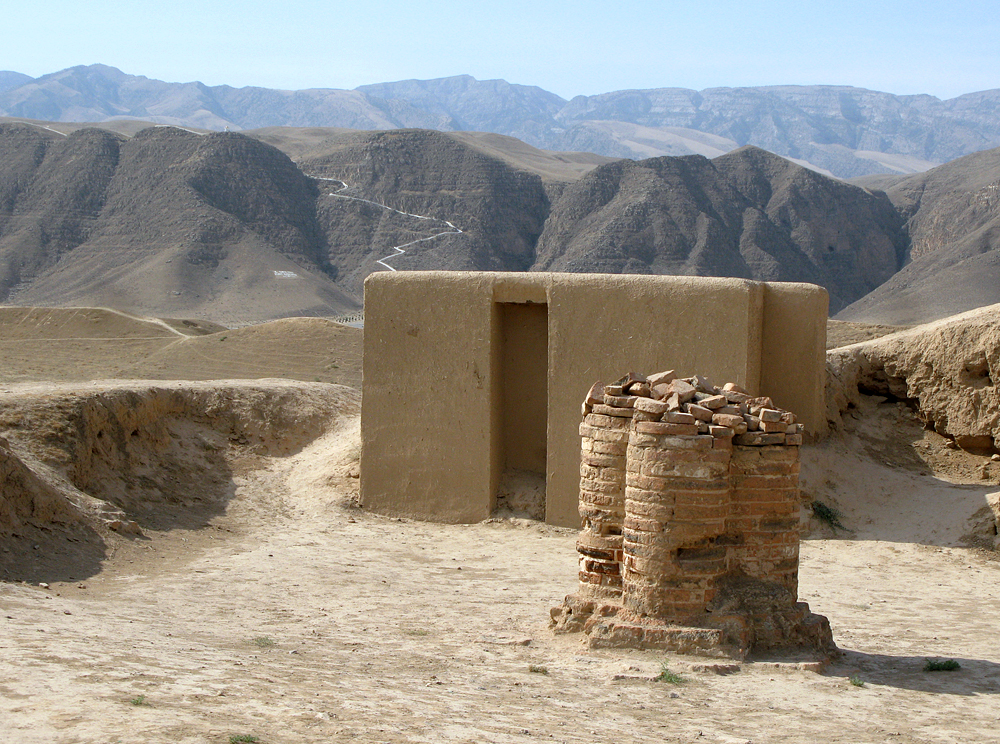
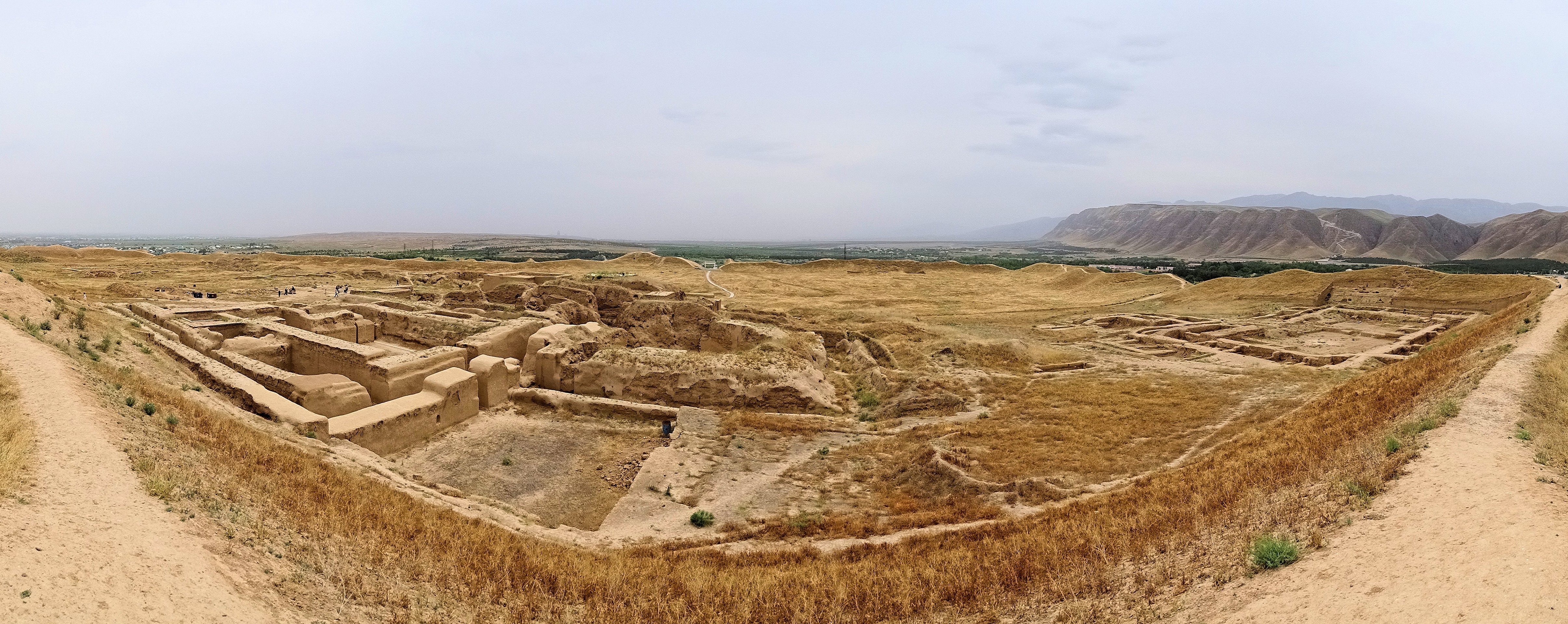